# Чарльтон, Бобби
Сэр Ро́берт Ча́рльтон (Ча́рлтон) (англ. Sir Robert Charlton; 11 октября 1937 — 21 октября 2023), более известный как Бо́бби Ча́рльтон (англ. Bobby Charlton) — английский футболист, чемпион мира в составе сборной Англии и обладатель «Золотого мяча» 1966 года. Большую часть карьеры провёл за «Манчестер Юнайтед», в котором был капитаном. Чарльтон был атакующим полузащитником, обладал отработанным дриблингом, точным пасом и поставленным дальним ударом. Он признаётся многими одним из величайших футболистов Англии всех времён.
Чарльтон начал выступать за основной состав «Манчестер Юнайтед» в 1956 году, а в течение следующих двух сезонов прочно завоевал себе место в основе. Он выжил в мюнхенской авиакатастрофе 1958 года, после чего помог «Юнайтед» выиграть Первый дивизион в сезонах 1964/65 и 1966/67. В 1966 году Чарльтон вместе со сборной Англии стал чемпионом мира. В 1968 году «Юнайтед», в составе которого Чарльтон был капитаном, стал первым английским клубом, выигравшим Кубок европейских чемпионов. Многолетний обладатель рекорда по забитым мячам за «Манчестер Юнайтед» (1973—2017). Ему также долгое время принадлежал рекорд по количеству матчей, проведённых за «Юнайтед» (758), который побил Райан Гиггз в финале Лиги чемпионов УЕФА в Москве 21 мая 2008 года.
К моменту завершения карьеры за сборную Англии в 1970 году ему принадлежал рекорд по наибольшему количеству игр за сборную (106 матчей). Позднее этот рекорд был побит Бобби Муром, а затем Питером Шилтоном.
Уйдя из «Манчестер Юнайтед» в 1973 году, стал играющим тренером в «Престон Норт Энд», но уже в 1975 году завершил тренерскую карьеру. В 1983 году Чарльтон стал директором «Уигана», а год спустя — членом совета директоров «Манчестер Юнайтед», оставаясь на этом посту до сих пор. Чарльтону более 47 лет (1968—2015) принадлежал рекорд по количеству забитых мячей за сборную Англии (49), пока в сентябре 2015 года его не превзошёл другой форвард «Манчестер Юнайтед» Уэйн Руни. В 1994 году Бобби Чарльтон был посвящён в рыцари.
После смерти Луиса Суареса в июле 2023 года и до конца своей жизни в октябре того же года был самым возрастным из ныне живущих обладателей «Золотого мяча». После него таковым стал Денис Лоу.

## Биография

### Семья и ранние годы
Роберт Чарльтон родился 11 октября 1937 года в Ашингтоне, Нортамберленд, в семье Роберта Чарльтона и Элизабет (Сисси) Эллен Чарльтон (в девичестве Милберн). Его отец был забойщиком в угольной шахте. Дед Бобби по материнской линии, Джон Томас Милберн по прозвищу Таннер, был, по мнению Бобби, «главой футбольного клана Милбернов». Четверо сыновей Таннера (дяди Бобби Чарльтона) были профессиональными футболистами: Джек Милберн («Лидс Юнайтед» и «Брэдфорд Сити»), Джордж Милберн («Лидс Юнайтед» и «Честерфилд»), Джим Милберн («Лидс Юнайтед» и «Брэдфорд Сити») и Стэн Милберн («Честерфилд», «Лестер Сити» и «Рочдейл»). Троюродный брат Бобби Чарльтона Джеки Милберн был легендой клуба «Ньюкасл Юнайтед». Старший брат Бобби, Джек Чарльтон, сначала работал в полиции, после чего стал профессиональным футболистом и играл за «Лидс Юнайтед». Первым футбольным тренером юного Бобби стал его дед, Таннер Милберн, а позднее и его мать, Сисси Милберн. Бобби начал играть в футбол за школьную команду «Ист-Нортамберленд».
Во время матча «Ист-Нортамберленд Скулз» главный скаут «Манчестер Юнайтед» Джо Армстронг заметил ученика Бедлингтонской средней школы Бобби Чарльтона. После матча 15-летний Бобби получил предложения из нескольких клубов, но контракт подписал именно с «Юнайтед». Произошло это 1 января 1953 года. Вместе с Чарльтоном контракт с «Юнайтед» подписал 15-летний Уилф Макгиннесс. Мать Бобби была сначала не уверена в футбольной карьере своего сына и Чарльтон начал учиться на инженера, но уже в октябре 1954 года Бобби заключил свой первый профессиональный футбольный контракт.
Чарльтон был одним из знаменитых «малышей Басби», группы юных и талантливых футболистов, воспитанных на «Олд Траффорд» под руководством Мэтта Басби и Джимми Мерфи, которые полностью перестроили «Манчестер Юнайтед» после Второй мировой войны. Юный Бобби доказал свой талант, регулярно забивая за молодёжные и резервные команды, и в октябре 1956 года дебютировал за основной состав «Манчестер Юнайтед» в игре против «Чарльтон Атлетик». В это же время он проходил военную службу в Шрусбери (Басби посоветовал ему именно этот город, так что по выходным Бобби мог играть за «Юнайтед»). Вместе с ним в Шрусбери армейскую службу нёс другой футболист «Манчестер Юнайтед» Дункан Эдвардс.

### Начало карьеры за «Юнайтед»
В своём первом сезоне 1956/57 Чарльтон сыграл в 14 матчах. «Манчестер Юнайтед» выиграл Первый дивизион и дошёл до финала Кубка Англии, но сделать первый клубный «дубль» в XX веке манкунианцам помешала бирмингемская «Астон Вилла». 19-летний Чарльтон принял участие в финальном матче, который сложился для «Юнайтед» неудачно: голкипер Рэй Вуд получил перелом скулы в столкновении с центрфорвардом «Виллы» Питером Макпарландом. Бобби был кандидатом на замену Вудса в воротах (в те времена замены в футболе не практиковались), но вратарские перчатки надел Джеки Бланчфлауэр. В итоге «Юнайтед» уступил сопернику со счётом 2:1.
Чарльтон стал твёрдым игроком основы в сезоне 1957/58. «Юнайтед» стал первым английским клубом, достигшим полуфинала Кубка европейских чемпионов, уступив мадридскому «Реалу». До этого английские клубы неудачно выступали в Европе, но прогресс «Манчестер Юнайтед» вызвал большой интерес к британскому футболу на континенте. И в следующем сезоне «Юнайтед» подтвердил свой класс, добравшись до четвертьфинала, в котором ему противостояла югославская «Црвена Звезда». В первом домашнем матче англичане победили со счётом 2:1. В Югославии Чарльтон сделал «дубль» и «Юнайтед» вёл со счётом 3:0, но хозяевам удалось отыграться и матч завершился вничью — 3:3. «Юнайтед» вышел в полуфинал по сумме двух матчей и торжествующие футболисты собрались в обратную дорогу, держа в уме важную игру в чемпионате против «Вулверхэмптона» на выходных.

### Мюнхен
Самолёт, на котором летели футболисты «Юнайтед» и персонал клуба, вылетел из аэропорта Земуна (пригород Белграда) и приземлился в Мюнхене для дозаправки. В Мюнхене началась метель, погода постоянно ухудшалась, и к моменту окончания дозаправки взлётная полоса и сооружения аэропорта покрылись толстым слоем льда. После двух неудачных попыток взлёта пассажиры покинули самолёт, в котором затем была устранена «небольшая техническая поломка».
Проведя в здании аэровокзала десять минут, пассажиры получили сообщение, что они могут вновь занимать места в самолёте. Некоторые начали нервничать. Чарльтон и Деннис Вайоллет поменялись местами с Томми Тейлором и Дэвидом Пеггом, которые посчитали, что в хвосте самолёта им будет безопаснее.
При попытке взлёта самолёт разбил ограждение в конце взлётно-посадочной полосы, крыло пробило стоящий вблизи дом, который после этого загорелся. От удара крыло и часть хвоста самолёта отвалились и, крутясь, врезались в дерево и деревянный барак.
Чарльтона, пристёгнутого к сиденью, выбросило из кабины самолёта. Когда голкипер «Юнайтед» Гарри Грегг (которому каким-то образом удалось выбраться из самолёта невредимым, после чего он в одиночку приступил к спасению выживших) обнаружил его, он подумал, что Чарльтон скончался. Он ухватил Чарльтона и Вайоллета за пояса и оттащил подальше от самолёта, опасаясь взрыва. Затем Грегг вернулся к самолёту чтобы помочь Басби и Бленчфлауэру, у которых были чудовищные травмы, а когда он обернулся, то увидел, что Чарльтон и Вайоллет, которых он считал мёртвыми, выбрались из своих сидений и смотрели на обломки самолёта.
Чарльтон, получивший ранения головы и серьёзный травматический шок, неделю пролежал в больнице. Семеро его одноклубников скончались во время крушения, включая Тейлора и Пегга, с которыми он и Вайоллет поменялся местами перед последней попыткой взлёта. Капитан клуба, Роджер Берн, также скончался, наряду с Марком Джонсом, Билли Уиланом, Эдди Колманом и Джеффом Бентом. Дункан Эдвардс скончался от ранений две недели спустя. Всего катастрофа отняла 23 жизни. Сначала причиной аварии называли обледенение крыльев самолёта, но дальнейшее расследование показало, что притормозившая самолёт снежная каша в конце взлётно-посадочной полосы практически не оставляла шансов для безопасного взлёта.
Чарльтон первым из выживших выписался из больницы. Он вернулся в Манчестер 14 февраля, через восемь дней после крушения. Во время восстановительного периода он играл с местной молодёжью — тогда же была сделана его знаменитая фотография. Ему было только 20 лет, но уже тогда многие ждали, что он поможет клубу перестроиться после трагедии.
Обескровленный «Юнайтед» ожидаемо вылетел из Кубка европейских чемпионов, уступив в полуфинальных матчах «Милану» с общим счётом 5:2. Удивительным образом клубу удалось добраться до финала Кубка Англии. Большой финал на «Уэмбли» совпал с возвращением Басби в качестве главного тренера. К сожалению для Басби и болельщиков «Юнайтед», Нэт Лофтхаус сделал в этом матче «дубль», и «Болтон» выиграл Кубок Англии.

### Герой «Юнайтед» и Англии

Бобби Чарльтон в матче за сборную Англии

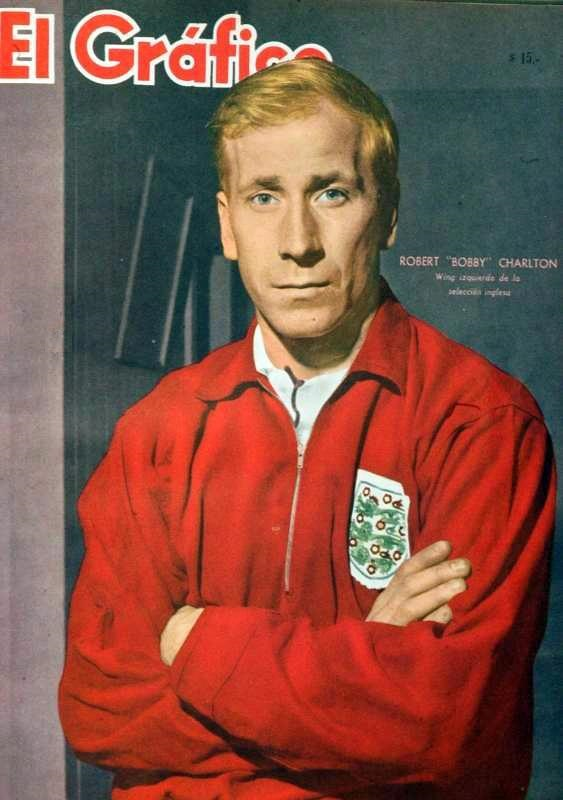
Бобби Чарльтон в 1962 году

Бобби Чарльтон был вызван в сборную Англии на игру домашнего чемпионата Британии против сборной Шотландии на «Хэмпден Парк». Эта игра показала, что Англия нашла одного из ведущих молодых футбольных талантов. Для Бобби эта игра стала началом долгой и успешной карьеры за сборную.
В дебютной для Чарльтона игре Англия выиграла со счётом 4:0. Бобби забил потрясающий гол ударом слёта после паса левого вингера Тома Финни. В своей второй игре за сборную он стал автором победного «дубля» в ворота сборной Португалии (эта встреча, проходившая на «Уэмбли» завершилась со счётом 2:1). Чарльтон попал в заявку сборной на Чемпионат мира 1958 года в Швеции, но не сыграл на нём ни одной игры, что вызвало недоумение у ряда критиков.
Чарльтон постепенно стал важнейшим звеном в игре «Манчестер Юнайтед» и сборной Англии, забивая много и красиво. В 1959 году он сделал «хет-трик» в матче против сборной США, который Англия выиграла 8:1; второй «хет-трик» за сборную он сделал в 1961 году во время разгрома сборной Мексики со счётом 8:0. Он также забивал в каждом розыгрыше домашнего чемпионата Британии, в котором он принимал участие, кроме 1963 года. Всего в этом турнире с 1958 по 1970 год он забил 16 голов и выиграл 10 титулов (пять из них — разделённых с соперником).
Он сыграл в отборочных матчах к Чемпионату мира 1962 года против сборной Люксембурга и Португалии и был включён в состав сборной на турнир. Гол Чарльтона в матче группового этапа против сборной Аргентины (Англия выиграла эту встречу со счётом 3:1) стал его 25-м мячом, забитым за Англию в 38 играх. В четвертьфинале Англия проиграла будущим чемпионам, сборной Бразилии.
Перестройка «Манчестер Юнайтед» Мэттом Басби после мюнхенской трагедии начала приносить свои плоды: в финале Кубка Англии 1963 года «Юнайтед» выиграл у «Лестер Сити» со счётом 3:1, и Чарльтон, третий раз играющий в финале Кубка Англии, всё-таки получил долгожданную медаль. За этим успехом последовали победы в чемпионате: «Юнайтед» выиграл Первый дивизион в сезонах 1964/65 и 1966/67. В промежутке между этими титулами был Чемпионат мира 1966 года в Англии.
Удачный (хотя и бестрофейный) сезон 1965/66 с «Манчестер Юнайтед» принёс Бобби Чарльтону такие важные награды как Футболист года по версии Ассоциации футбольных журналистов и Европейский футболист года.
К тому моменту главным тренером сборной Англии был Альф Рамсей, получивший право единолично определять игроков, вызываемых в сборную (до этого решения принимались комитетом). Рамсей очистил состав от ряда возрастных игроков (уверенных в том, что комитет снова вызовет их) — футбольный этикет на клубном уровне был не менее важным фактором для вызова в сборную, чем умения и игровая форма. К счастью для Чарльтона, у него было и то, и другое, и третье.
Чарльтон оставался футболистом, вокруг которого Рамсей собирался строить свою команду. Перед началом чемпионата мира все ждали от Бобби Чарльтона стабильной игры на привычном для него высоком уровне и подтверждения его репутации одного из лучших футболистов в мировом футболе.

### Триумф 1966 года
На домашнем чемпионате мира Бобби играл фактически в полузащите, раздавал партнёрам пасы, дирижировал командой, но при этом успевал и сам забивать голы. Два его гола в полуфинале португальцам вывели сборную Англии в финал. Всего на турнире Чарльтон забил три мяча. Победа над ФРГ 4:2 (в дополнительное время) и титул чемпионов мира — высшее достижение английской сборной. Заслуженным итогом года стало присуждение Чарльтону «Золотого мяча» как лучшему игроку Европы.

### Европейский триумф 1968 года

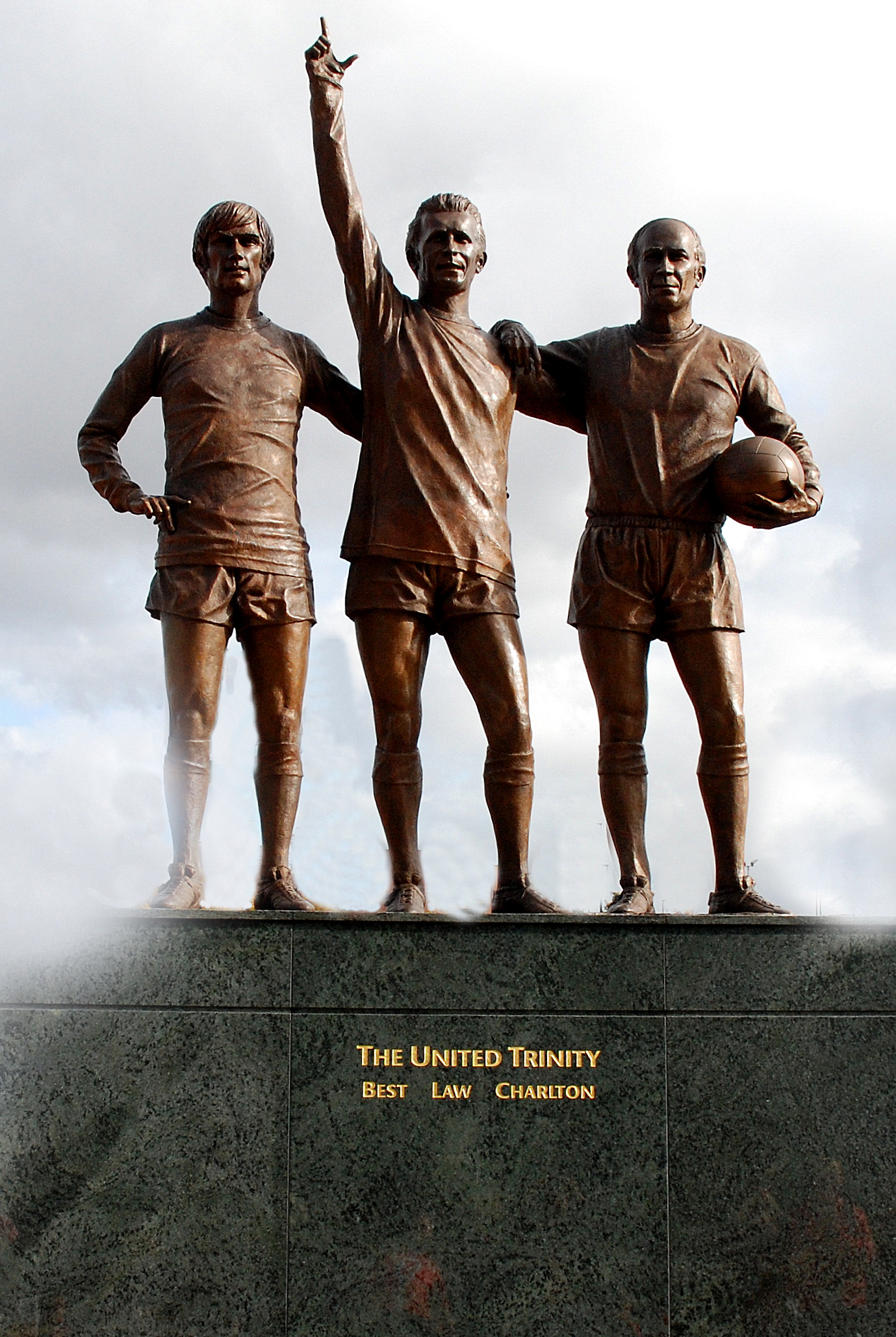
Памятник «великой троице» «Юнайтед»: Чарльтону (справа), Денису Лоу (в центре) и Джорджу Бесту (слева) у стадиона «Олд Траффорд»

В 1968 году, через 10 лет после трагедии в Мюнхене, «Манчестер Юнайтед» стал первой английской командой, достигшей финала Кубка европейских чемпионов. В матче против «Бенфики», который состоялся на «Уэмбли», Чарльтон забил два гола, а «Юнайтед» выиграл в дополнительное время со счётом 4:1. Бобби Чарльтон стал первым английским капитаном, поднявшим над головой заветный кубок.
Через несколько недель он забил свой 45-й гол за Англию в товарищеском матче против сборной Швеции, побив рекорд Джимми Гривза с его 44 голами. Он принял участие в чемпионате Европы 1968 года, в котором Англия дошла до полуфинала, в котором проиграла сборной Югославии (в самом полуфинале Бобби не сыграл из-за травмы). В матче за третье место сборная Англии выиграла у сборной СССР со счётом 2:0.
В 1969 году Чарльтон был награждён Орденом Британской Империи за заслуги перед футболом. 21 апреля 1970 года Бобби сыграл свой 100-й матч за сборную Англии во встрече с Северной Ирландией, по поводу чего Альф Рамсей сделал его капитаном. В этом матче Чарльтон забил гол — свой 48-й за сборную. Свой 49-й и последний гол он забил месяц спустя во встрече со сборной Колумбии, завершившейся победой англичан со счётом 4:0. На предстоящий чемпионат мира Альф Рамсей включил Чарльтона в состав сборной. До сих пор Бобби Чарльтон остаётся единственным футболистом сборной Англии, принимавшим участие в четырёх чемпионатах мира.

### Чемпионат мира 1970 года и завершение карьеры
Англия начала чемпионат мира с двух побед и одного памятного поражения от сборной Бразилии. Чарльтон играл во всех трёх матчах, хотя в финальном групповом матче против сборной Чехословакии он был заменён на Алана Болла. Рамсей, уверенный в победе и в выходе команды в четвертьфинал, давал Чарльтону отдохнуть.
В четвертьфинале Англия встречалась с Западной Германией. Чарльтон контролировал центр поля и пресекал забеги Беккенбауэра из глубины; Англия повела со счётом 2:0. Беккенбауэру удалось отыграл один гол и Рамсей заменил возрастного и измотанного Чарльтона на Колина Белла. Белл проверил на прочность голкипера немцев Зеппа Майера и сделал отличную передачу на Джеффа Херста, но тот свой шанс не реализовал. Сборная ФРГ, которая умела хорошо отыгрываться, смогла забить два гола — сначала после удара головой счёт сравнял Уве Зеелер, а затем надежды англичан похоронил гол Герда Мюллера.
Англия вылетела из турнира, а 32-летний Бобби Чарльтон решил завершить карьеру за сборную, сыграв за неё 106 раз и забив 49 мячей. По возвращении домой из Мексики он сообщил Альфу Рамсею о своём решении. Его брат Джек, старший Бобби на 2 года, но сыгравший на 71 матч меньше, сделал то же самое.
Рекорд Чарльтона по количеству матчей за сборную продержался до 1973 года, пока его не побил Бобби Мур. По состоянию на 2025 год Чарльтон занимает 7-е место по количеству матчей за сборную Англии.
В 1970-е годы «Манчестер Юнайтед» уже не был среди претендентов на трофеи, и в какие-то периоды даже боролся за сохранение места в Первом дивизионе. В те времена у Чарльтона были плохие отношения с другими суперзвёздами «Юнайтед», Джорджем Бестом и Денисом Лоу. Бест даже отказался играть в прощальном матче Чарльтона против «Селтика», заявив, что «это было бы лицемерным». Чарльтон ушёл из «Манчестер Юнайтед» в конце сезона 1972/73, забив 249 мячей и установив клубный рекорд по количеству матчей — 758. Рекорд по количеству матчей за клуб был побит 35 лет спустя Райаном Гиггзом в финале Лиги чемпионов УЕФА 2008 года, голевой рекорд — Уэйном Руни в 2017 году.
Последним матчем Чарльтона за «Манчестер Юнайтед» стала игра против «Челси» на «Стэмфорд Бридж». Перед матчем телекамеры Би-би-си поймали момент как председатель совета директоров «Челси» передаёт Чарльтону подарочный портсигар.

## Карьера в сборной

### Матчи и голы Чарльтона за сборную Англии
| Матчи и голы Бобби Чарльтона за национальную сборную Англии | Матчи и голы Бобби Чарльтона за национальную сборную Англии | Матчи и голы Бобби Чарльтона за национальную сборную Англии | Матчи и голы Бобби Чарльтона за национальную сборную Англии | Матчи и голы Бобби Чарльтона за национальную сборную Англии | Матчи и голы Бобби Чарльтона за национальную сборную Англии | Матчи и голы Бобби Чарльтона за национальную сборную Англии | Матчи и голы Бобби Чарльтона за национальную сборную Англии |
| №                                                           | Дата                                                        | Стадион                                                     | Соперник                                                    | Счёт                                                        | Голы Чарльтона                                              | Турнир                                                      |                                                             |
| ----------------------------------------------------------- | ----------------------------------------------------------- | ----------------------------------------------------------- | ----------------------------------------------------------- | ----------------------------------------------------------- | ----------------------------------------------------------- | ----------------------------------------------------------- | ----------------------------------------------------------- |
| 1                                                           | 19 апреля 1958                                              | «Хэмпден Парк», Глазго                                      | Шотландия                                                   | 4:0                                                         | 66′                                                         | Домашний чемпионат 1957/58                                  |                                                             |
| 2                                                           | 7 мая 1958                                                  | «Уэмбли», Лондон                                            | Португалия                                                  | 2:1                                                         | 25′ 62′                                                     | Товарищеский матч                                           |                                                             |
| 3                                                           | 11 мая 1958                                                 | «Стадион Югославской народной армии», Белград               | Югославия                                                   | 0:5                                                         |                                                             | Товарищеский матч                                           |                                                             |
| 4                                                           | 4 октября 1958                                              | «Уиндзор Парк», Белфаст                                     | Северная Ирландия                                           | 3:3                                                         | 31′ 77′                                                     | Домашний чемпионат 1958/59                                  |                                                             |
| 5                                                           | 22 октября 1958                                             | «Уэмбли», Лондон                                            | СССР                                                        | 5:0                                                         | 84′ (пен.)                                                  | Товарищеский матч                                           |                                                             |
| 6                                                           | 26 ноября 1958                                              | «Вилла Парк», Бирмингем                                     | Уэльс                                                       | 2:2                                                         |                                                             | Домашний чемпионат 1958/59                                  |                                                             |
| 7                                                           | 11 апреля 1959                                              | «Уэмбли», Лондон                                            | Шотландия                                                   | 1:0                                                         | 59′                                                         | Домашний чемпионат 1958/59                                  |                                                             |
| 8                                                           | 6 мая 1959                                                  | «Уэмбли», Лондон                                            | Италия                                                      | 2:2                                                         | 26′                                                         | Товарищеский матч                                           |                                                             |
| 9                                                           | 13 мая 1959                                                 | «Маракана», Рио-де-Жанейро                                  | Бразилия                                                    | 0:2                                                         |                                                             | Товарищеский матч                                           |                                                             |
| 10                                                          | 17 мая 1959                                                 | «Национальный стадион», Лима                                | Перу                                                        | 1:4                                                         |                                                             | Товарищеский матч                                           |                                                             |
| 11                                                          | 24 мая 1959                                                 | «Олимпийский стадион», Мехико                               | Мексика                                                     | 1:2                                                         |                                                             | Товарищеский матч                                           |                                                             |
| 12                                                          | 28 мая 1959                                                 | «Ригли Филд», Лос-Анджелес                                  | США                                                         | 8:1                                                         | 64′ 82′ (пен.) 85′                                          | Товарищеский матч                                           |                                                             |
| 13                                                          | 17 октября 1959                                             | «Ниниан Парк», Кардифф                                      | Уэльс                                                       | 1:1                                                         |                                                             | Домашний чемпионат 1959/60                                  |                                                             |
| 14                                                          | 28 октября 1959                                             | «Уэмбли», Лондон                                            | Швеция                                                      | 2:3                                                         | 81′                                                         | Товарищеский матч                                           |                                                             |
| 15                                                          | 9 апреля 1960                                               | «Хэмпден Парк», Глазго                                      | Шотландия                                                   | 1:1                                                         | 49′ (пен.)                                                  | Домашний чемпионат 1959/60                                  |                                                             |
| 16                                                          | 11 мая 1960                                                 | «Уэмбли», Лондон                                            | Югославия                                                   | 3:3                                                         |                                                             | Товарищеский матч                                           |                                                             |
| 17                                                          | 15 мая 1960                                                 | «Сантьяго Бернабеу», Мадрид                                 | Испания                                                     | 0:3                                                         |                                                             | Товарищеский матч                                           |                                                             |
| 18                                                          | 22 мая 1960                                                 | «Непштадион», Будапешт                                      | Венгрия                                                     | 0:2                                                         |                                                             | Товарищеский матч                                           |                                                             |
| 19                                                          | 8 октября 1960                                              | «Уиндзор Парк», Белфаст                                     | Северная Ирландия                                           | 5:2                                                         | 47′                                                         | Домашний чемпионат 1960/61                                  |                                                             |
| 20                                                          | 19 октября 1960                                             | «Муниципальный стадион», Люксембург                         | Люксембург                                                  | 9:0                                                         | 3′ 7′ 66′                                                   | Отборочные матчи ЧМ-1962                                    |                                                             |
| 21                                                          | 26 октября 1960                                             | «Уэмбли», Лондон                                            | Испания                                                     | 4:2                                                         |                                                             | Товарищеский матч                                           |                                                             |
| 22                                                          | 23 ноября 1960                                              | «Уэмбли», Лондон                                            | Уэльс                                                       | 5:1                                                         | 16′                                                         | Домашний чемпионат 1960/61                                  |                                                             |
| 23                                                          | 15 апреля 1961                                              | «Уэмбли», Лондон                                            | Шотландия                                                   | 9:3                                                         |                                                             | Домашний чемпионат 1960/61                                  |                                                             |
| 24                                                          | 10 мая 1961                                                 | «Уэмбли», Лондон                                            | Мексика                                                     | 8:0                                                         | 12′ 62′ 73′                                                 | Товарищеский матч                                           |                                                             |
| 25                                                          | 21 мая 1961                                                 | «Национальный стадион», Лиссабон                            | Португалия                                                  | 1:1                                                         |                                                             | Отборочные матчи ЧМ-1962                                    |                                                             |
| 26                                                          | 24 мая 1961                                                 | «Олимпийский стадион», Рим                                  | Италия                                                      | 3:2                                                         |                                                             | Товарищеский матч                                           |                                                             |
| 27                                                          | 27 мая 1961                                                 | «Пратер», Вена                                              | Австрия                                                     | 1:3                                                         |                                                             | Товарищеский матч                                           |                                                             |
| 28                                                          | 28 сентября 1961                                            | «Хайбери», Лондон                                           | Люксембург                                                  | 4:1                                                         | 45′ 78′                                                     | Отборочные матчи ЧМ-1962                                    |                                                             |
| 29                                                          | 14 октября 1961                                             | «Ниниан Парк», Кардифф                                      | Уэльс                                                       | 1:1                                                         |                                                             | Домашний чемпионат 1961/62                                  |                                                             |
| 30                                                          | 25 октября 1961                                             | «Уэмбли», Лондон                                            | Португалия                                                  | 2:0                                                         |                                                             | Отборочные матчи ЧМ-1962                                    |                                                             |
| 31                                                          | 22 ноября 1961                                              | «Уэмбли», Лондон                                            | Северная Ирландия                                           | 1:1                                                         | 20′                                                         | Домашний чемпионат 1961/62                                  |                                                             |
| 32                                                          | 4 апреля 1962                                               | «Уэмбли», Лондон                                            | Австрия                                                     | 3:1                                                         |                                                             | Товарищеский матч                                           |                                                             |
| 33                                                          | 14 апреля 1962                                              | «Хэмпден Парк», Глазго                                      | Шотландия                                                   | 0:2                                                         |                                                             | Домашний чемпионат 1961/62                                  |                                                             |
| 34                                                          | 9 мая 1962                                                  | «Уэмбли», Лондон                                            | Швейцария                                                   | 3:1                                                         |                                                             | Товарищеский матч                                           |                                                             |
| 35                                                          | 20 мая 1962                                                 | «Национальный стадион», Лима                                | Перу                                                        | 4:0                                                         |                                                             | Товарищеский матч                                           |                                                             |
| 36                                                          | 31 мая 1962                                                 | «Браден Коппер», Ранкагуа                                   | Венгрия                                                     | 1:2                                                         |                                                             | Чемпионат мира 1962. Групповой этап                         |                                                             |
| 37                                                          | 2 июня 1962                                                 | «Браден Коппер», Ранкагуа                                   | Аргентина                                                   | 3:1                                                         | 42′                                                         | Чемпионат мира 1962. Групповой этап                         |                                                             |
| 38                                                          | 7 июня 1962                                                 | «Браден Коппер», Ранкагуа                                   | Болгария                                                    | 0:0                                                         |                                                             | Чемпионат мира 1962. Групповой этап                         |                                                             |
| 39                                                          | 10 июня 1962                                                | «Саусалито», Винья-дель-Мар                                 | Бразилия                                                    | 1:3                                                         |                                                             | Чемпионат мира 1962. Четвертьфинал                          |                                                             |
| 40                                                          | 27 февраля 1963                                             | «Парк де Пренс», Париж                                      | Франция                                                     | 2:5                                                         |                                                             | Отборочные матчи ЧЕ-1964                                    |                                                             |
| 41                                                          | 6 апреля 1963                                               | «Уэмбли», Лондон                                            | Шотландия                                                   | 1:2                                                         |                                                             | Домашний чемпионат 1962/63                                  |                                                             |
| 42                                                          | 8 мая 1963                                                  | «Уэмбли», Лондон                                            | Бразилия                                                    | 1:1                                                         |                                                             | Товарищеский матч                                           |                                                             |
| 43                                                          | 29 мая 1963                                                 | «Тегельне Поле», Братислава                                 | Чехословакия                                                | 4:2                                                         | 71′                                                         | Товарищеский матч                                           |                                                             |
| 44                                                          | 2 июня 1963                                                 | «Центральный стадион», Лейпциг                              | ГДР                                                         | 2:1                                                         | 70′                                                         | Товарищеский матч                                           |                                                             |
| 45                                                          | 5 июня 1963                                                 | «Санкт-Якоб Парк», Базель                                   | Швейцария                                                   | 8:1                                                         | 19′ 55′ 83′                                                 | Товарищеский матч                                           |                                                             |
| 46                                                          | 12 октября 1963                                             | «Ниниан Парк», Кардифф                                      | Уэльс                                                       | 4:0                                                         | 86′                                                         | Домашний чемпионат 1963/64                                  |                                                             |
| 47                                                          | 23 октября 1963                                             | «Уэмбли», Лондон                                            | Сборная мира                                                | 2:1                                                         |                                                             | Товарищеский матч                                           |                                                             |
| 48                                                          | 20 ноября 1963                                              | «Уэмбли», Лондон                                            | Северная Ирландия                                           | 8:3                                                         |                                                             | Домашний чемпионат 1963/64                                  |                                                             |
| 49                                                          | 11 апреля 1964                                              | «Хэмпден Парк», Глазго                                      | Шотландия                                                   | 0:1                                                         |                                                             | Домашний чемпионат 1963/64                                  |                                                             |
| 50                                                          | 6 мая 1964                                                  | «Уэмбли», Лондон                                            | Уругвай                                                     | 2:1                                                         |                                                             | Товарищеский матч                                           |                                                             |
| 51                                                          | 17 мая 1964                                                 | «Национальный стадион», Лиссабон                            | Португалия                                                  | 4:3                                                         | 29′                                                         | Товарищеский матч                                           |                                                             |
| 52                                                          | 24 мая 1964                                                 | «Далимаунт Парк», Дублин                                    | Ирландия                                                    | 3:1                                                         |                                                             | Товарищеский матч                                           |                                                             |
| 53                                                          | 27 мая 1964                                                 | «Даунинг», Нью-Йорк                                         | США                                                         | 10:0                                                        | 67′                                                         | Товарищеский матч                                           |                                                             |
| 54                                                          | 30 мая 1964                                                 | «Маракана», Рио-де-Жанейро                                  | Бразилия                                                    | 1:5                                                         |                                                             | Кубок наций 1964                                            |                                                             |
| 55                                                          | 6 июня 1964                                                 | «Маракана», Рио-де-Жанейро                                  | Аргентина                                                   | 0:1                                                         |                                                             | Кубок наций 1964                                            |                                                             |
| 56                                                          | 3 октября 1964                                              | «Уиндзор Парк», Белфаст                                     | Северная Ирландия                                           | 4:3                                                         |                                                             | Домашний чемпионат 1964/65                                  |                                                             |
| 57                                                          | 9 декабря 1964                                              | «Олимпийский стадион», Амстердам                            | Нидерланды                                                  | 1:1                                                         |                                                             | Товарищеский матч                                           |                                                             |
| 58                                                          | 10 апреля 1965                                              | «Уэмбли», Лондон                                            | Шотландия                                                   | 2:2                                                         | 24′                                                         | Домашний чемпионат 1964/65                                  |                                                             |
| 59                                                          | 2 октября 1965                                              | «Ниниан Парк», Кардифф                                      | Уэльс                                                       | 0:0                                                         |                                                             | Домашний чемпионат 1965/66                                  |                                                             |
| 60                                                          | 20 октября 1965                                             | «Уэмбли», Лондон                                            | Австрия                                                     | 2:3                                                         | 3′                                                          | Товарищеский матч                                           |                                                             |
| 61                                                          | 10 ноября 1965                                              | «Уэмбли», Лондон                                            | Северная Ирландия                                           | 2:1                                                         |                                                             | Домашний чемпионат 1965/66                                  |                                                             |
| 62                                                          | 8 декабря 1965                                              | «Сантьяго Бернабеу», Мадрид                                 | Испания                                                     | 2:0                                                         |                                                             | Товарищеский матч                                           |                                                             |
| 63                                                          | «Уэмбли», Лондон                                            | 23 февраля 1966                                             | ФРГ                                                         | 1:0                                                         |                                                             | Товарищеский матч                                           |                                                             |
| 64                                                          | 2 апреля 1966                                               | «Хэмпден Парк», Глазго                                      | Шотландия                                                   | 4:3                                                         | 73′                                                         | Домашний чемпионат 1965/66                                  |                                                             |
| 65                                                          | 4 мая 1966                                                  | «Уэмбли», Лондон                                            | Югославия                                                   | 2:0                                                         | 34′                                                         | Товарищеский матч                                           |                                                             |
| 66                                                          | 26 июня 1966                                                | «Олимпийский стадион», Хельсинки                            | Финляндия                                                   | 3:0                                                         |                                                             | Товарищеский матч                                           |                                                             |
| 67                                                          | 29 июня 1966                                                | «Уллевол», Осло                                             | Норвегия                                                    | 6:1                                                         |                                                             | Товарищеский матч                                           |                                                             |
| 68                                                          | 5 июля 1966                                                 | «Шлёнски», Хожув                                            | Польша                                                      | 1:0                                                         |                                                             | Товарищеский матч                                           |                                                             |
| 69                                                          | 11 июля 1966                                                | «Уэмбли», Лондон                                            | Уругвай                                                     | 0:0                                                         |                                                             | Чемпионат мира 1966. Групповой этап                         |                                                             |
| 70                                                          | 16 июля 1966                                                | «Уэмбли», Лондон                                            | Мексика                                                     | 2:0                                                         | 38′                                                         | Чемпионат мира 1966. Групповой этап                         |                                                             |
| 71                                                          | 20 июля 1966                                                | «Уэмбли», Лондон                                            | Франция                                                     | 2:0                                                         |                                                             | Чемпионат мира 1966. Групповой этап                         |                                                             |
| 72                                                          | 23 июля 1966                                                | «Уэмбли», Лондон                                            | Аргентина                                                   | 1:0                                                         |                                                             | Чемпионат мира 1966. Четвертьфинал                          |                                                             |
| 73                                                          | 26 июля 1966                                                | «Уэмбли», Лондон                                            | Португалия                                                  | 2:1                                                         | 30′ 79′                                                     | Чемпионат мира 1966. Полуфинал                              |                                                             |
| 74                                                          | 30 июля 1966                                                | «Уэмбли», Лондон                                            | ФРГ                                                         | 4:2                                                         |                                                             | Чемпионат мира 1966. Финал                                  |                                                             |
| 75                                                          | 22 октября 1966                                             | «Ниниан Парк», Кардифф                                      | Северная Ирландия                                           | 2:0                                                         |                                                             | Домашний чемпионат 1966/67. Отборочные матчи ЧЕ-1968        |                                                             |
| 76                                                          | 2 ноября 1966                                               | «Уэмбли», Лондон                                            | Чехословакия                                                | 0:0                                                         |                                                             | Товарищеский матч                                           |                                                             |
| 77                                                          | 16 ноября 1966                                              | «Уэмбли», Лондон                                            | Уэльс                                                       | 5:1                                                         | 43′                                                         | Домашний чемпионат 1966/67. Отборочные матчи ЧЕ-1968        |                                                             |
| 78                                                          | 15 апреля 1967                                              | «Уэмбли», Лондон                                            | Шотландия                                                   | 2:3                                                         |                                                             | Домашний чемпионат 1966/67. Отборочные матчи ЧЕ-1968        |                                                             |
| 79                                                          | 21 октября 1967                                             | «Ниниан Парк», Кардифф                                      | Уэльс                                                       | 3:0                                                         | 87′                                                         | Домашний чемпионат 1967/68. Отборочные матчи ЧЕ-1968        |                                                             |
| 80                                                          | 22 ноября 1967                                              | «Уэмбли», Лондон                                            | Северная Ирландия                                           | 2:0                                                         | 62′                                                         | Домашний чемпионат 1967/68. Отборочные матчи ЧЕ-1968        |                                                             |
| 81                                                          | 6 декабря 1967                                              | «Уэмбли», Лондон                                            | СССР                                                        | 2:2                                                         |                                                             | Товарищеский матч                                           |                                                             |
| 82                                                          | «Хэмпден Парк», Глазго                                      | 24 февраля 1968                                             | Шотландия                                                   | 1:1                                                         |                                                             | Домашний чемпионат 1967/68. Отборочные матчи ЧЕ-1968        |                                                             |
| 83                                                          | 3 апреля 1968                                               | «Уэмбли», Лондон                                            | Испания                                                     | 1:0                                                         | 84′                                                         | Отборочные матчи ЧЕ-1968                                    |                                                             |
| 84                                                          | 8 мая 1968                                                  | «Сантьяго Бернабеу», Мадрид                                 | Испания                                                     | 2:1                                                         |                                                             | Отборочные матчи ЧЕ-1968                                    |                                                             |
| 85                                                          | 22 мая 1968                                                 | «Уэмбли», Лондон                                            | Швеция                                                      | 3:1                                                         | 38′                                                         | Товарищеский матч                                           |                                                             |
| 86                                                          | 5 июня 1968                                                 | «Комунале», Флоренция                                       | Югославия                                                   | 0:1                                                         |                                                             | Чемпионат Европы 1968                                       |                                                             |
| 87                                                          | 8 июня 1968                                                 | «Олимпийский стадион», Рим                                  | СССР                                                        | 2:0                                                         | 39′                                                         | Чемпионат Европы 1968                                       |                                                             |
| 88                                                          | 6 ноября 1968                                               | «23 августа», Бухарест                                      | Румыния                                                     | 0:0                                                         |                                                             | Товарищеский матч                                           |                                                             |
| 89                                                          | 11 декабря 1968                                             | «Уэмбли», Лондон                                            | Болгария                                                    | 1:1                                                         |                                                             | Товарищеский матч                                           |                                                             |
| 90                                                          | 15 января 1969                                              | «Уэмбли», Лондон                                            | Румыния                                                     | 1:1                                                         |                                                             | Товарищеский матч                                           |                                                             |
| 91                                                          | 3 мая 1969                                                  | «Уиндзор Парк», Белфаст                                     | Северная Ирландия                                           | 3:1                                                         |                                                             | Домашний чемпионат 1968/69                                  |                                                             |
| 92                                                          | 7 мая 1969                                                  | «Уэмбли», Лондон                                            | Уэльс                                                       | 2:1                                                         | 58′                                                         | Домашний чемпионат 1968/69                                  |                                                             |
| 93                                                          | 10 мая 1969                                                 | «Уэмбли», Лондон                                            | Шотландия                                                   | 4:1                                                         |                                                             | Домашний чемпионат 1968/69                                  |                                                             |
| 94                                                          | 1 июня 1969                                                 | «Ацтека», Мехико                                            | Мексика                                                     | 0:0                                                         |                                                             | Товарищеский матч                                           |                                                             |
| 95                                                          | 12 июня 1969                                                | «Маракана», Рио-де-Жанейро                                  | Бразилия                                                    | 1:2                                                         |                                                             | Товарищеский матч                                           |                                                             |
| 96                                                          | 5 ноября 1969                                               | «Олимпийский стадион», Амстердам                            | Нидерланды                                                  | 1:0                                                         |                                                             | Товарищеский матч                                           |                                                             |
| 97                                                          | «Уэмбли», Лондон                                            | 10 декабря 1969                                             | Португалия                                                  | 1:0                                                         |                                                             | Товарищеский матч                                           |                                                             |
| 98                                                          | «Уэмбли», Лондон                                            | 14 января 1970                                              | Нидерланды                                                  | 0:0                                                         |                                                             | Товарищеский матч                                           |                                                             |
| 99                                                          | 18 апреля 1970                                              | «Ниниан Парк», Кардифф                                      | Уэльс                                                       | 1:1                                                         |                                                             | Домашний чемпионат 1969/70                                  |                                                             |
| 100                                                         | 21 апреля 1970                                              | «Уэмбли», Лондон                                            | Северная Ирландия                                           | 3:1                                                         | 81′                                                         | Домашний чемпионат 1969/70                                  |                                                             |
| 101                                                         | 20 мая 1970                                                 | «Эль Кампин», Богота                                        | Колумбия                                                    | 4:0                                                         | 55′                                                         | Товарищеский матч                                           |                                                             |
| 102                                                         | 24 мая 1970                                                 | «Олимпико Атауальпа», Кито                                  | Эквадор                                                     | 2:0                                                         |                                                             | Товарищеский матч                                           |                                                             |
| 103                                                         | 2 июня 1970                                                 | «Халиско», Гвадалахара                                      | Румыния                                                     | 1:0                                                         |                                                             | Чемпионат мира 1970. Групповой этап                         |                                                             |
| 104                                                         | 7 июня 1970                                                 | «Халиско», Гвадалахара                                      | Бразилия                                                    | 0:1                                                         |                                                             | Чемпионат мира 1970. Групповой этап                         |                                                             |
| 105                                                         | 11 июня 1970                                                | «Халиско», Гвадалахара                                      | Чехословакия                                                | 1:0                                                         |                                                             | Чемпионат мира 1970. Групповой этап                         |                                                             |
| 106                                                         | 14 июня 1970                                                | «Ноу Камп», Леон-де-лос-Альдама                             | ФРГ                                                         | 2:3                                                         |                                                             | Чемпионат мира 1970. Четвертьфинал                          |                                                             |

Итого: 106 матчей / 49 голов; 61 победа, 23 ничьи, 22 поражения

## Тренерская карьера

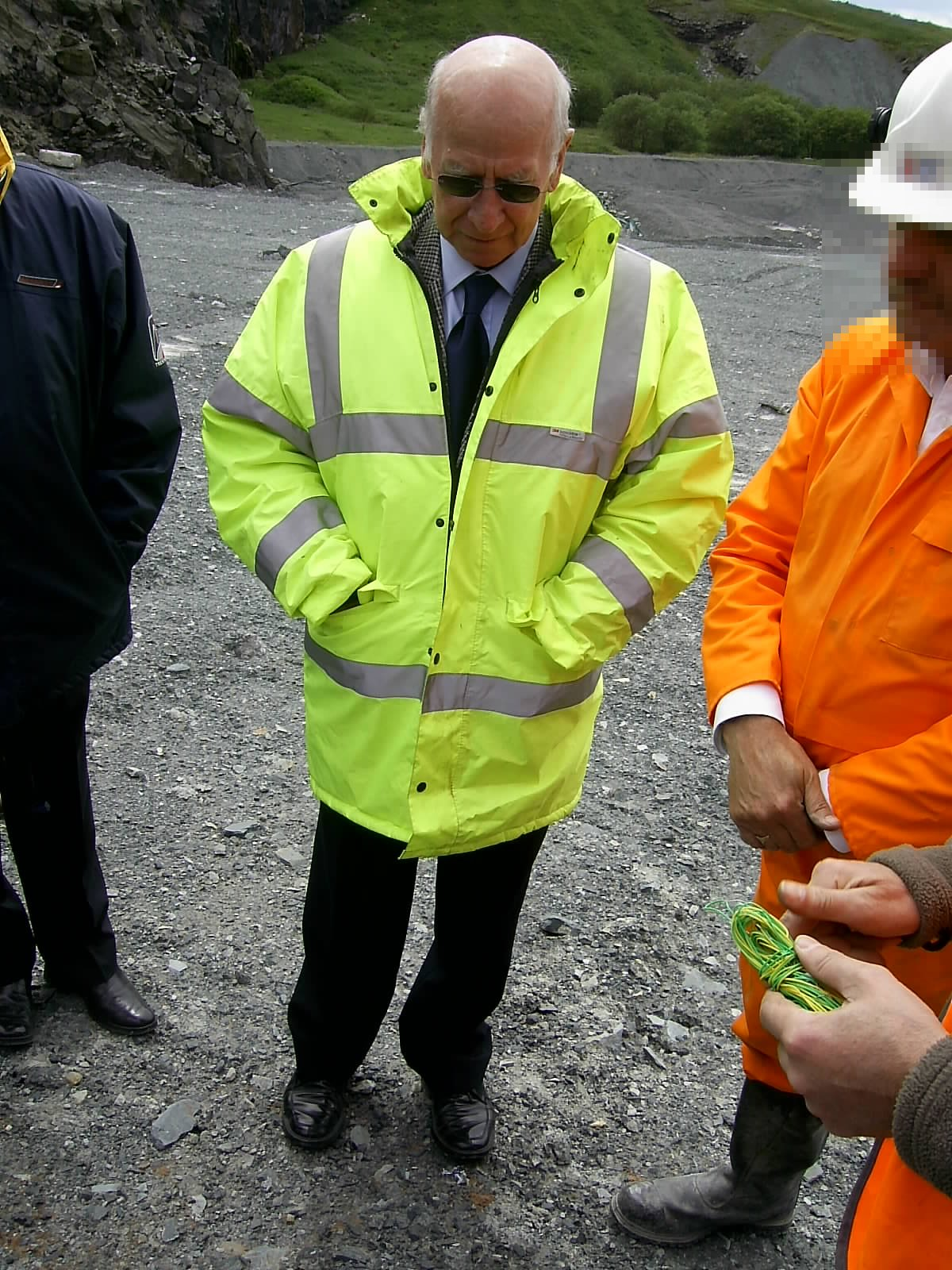
Бобби Чарльтон в 2008 году

В 1973 году Чарльтон стал главным тренером клуба «Престон Норт Энд». После своего назначения он пригласил в команду Нобби Стайлза, ставшего играющим тренером. По итогам сезона 1973/74 «Престон» покинул Второй дивизион. В сезоне 1974/75 Чарльтон возобновил карьеру игрока, сыграв за «Престон» 45 матчей и забив 10 мячей во всех турнирах, при этом продолжая оставаться главным тренером команды. В начале сезона 1975/76 он покинул клуб после конфликта с руководством «Престона». В 1975 году был награждён Орденом Британской империи (CBE) и начал сотрудничать с Би-би-си, комментируя футбольные матчи. В начале 1976 года сыграл несколько матчей за ирландский клуб «Уотерфорд». Впоследствии провёл несколько матчей за клубы из ЮАР и Австралии. 25 марта 1978 года он сыграл в матче Англо-итальянского кубка за валлийский клуб «Бангор Сити», отличившись забитым мячом.
Был директором клуба «Уиган Атлетик», в 1983 году короткое время исполнял обязанности главного тренера клуба. Впоследствии занимался бизнесом, управлял футбольными школами в Великобритании, США, Канаде, Австралии и в Китае. В 1984 году был приглашён в совет директоров «Манчестер Юнайтед» после того, как его покинул сэр Мэтт Басби.

## Личная жизнь
Бобби встретил свою будущую жену, Норму Болл, на ледовом катке в Манчестере. Они поженились в 1961 году; у них есть две дочери — Сюзанна и Андреа. Сюзанна Чарльтон работала ведущей в программе прогноза погоды на канале BBC в 1990-е годы.
В 2007 году в рамках презентации автобиографии Чарльтон признался, что у него была длительная и серьёзная вражда с братом, Джеком. Они почти не общались после разлада, произошедшего между женой Чарльтона, Нормой, и его матерью, Сисси (которая скончалась в 1996 году в возрасте 84 лет).
Чарльтон начал лысеть в начале 1960-х и какое-то время отказывался бриться наголо, в результате чего его лысину прикрывали редкие завитые волосы, спадавшие вниз и по бокам, когда он бегал. Этот спортивный стиль называется «комбовер Бобби Чарльтона».
В ноябре 2020 года стало известно, что у Бобби Чарльтона диагностирована деменция.

## Смерть
Умер 21 октября 2023 года ранним утром в возрасте 86 лет.

## Достижения

### Командные достижения
«Манчестер Юнайтед»
- Чемпион Англии (3): 1956/57, 1964/65, 1966/67
- Обладатель Кубка Англии: 1963
- Обладатель Кубка европейских чемпионов: 1968
- Обладатель Суперкубка Англии (4): 1956, 1957, 1965, 1967
- Итого: 9 трофеев

Сборная Англии
- Чемпион мира: 1966
- Бронзовый призёр чемпионата Европы: 1968
- Победитель Домашнего чемпионата Великобритании (10): 1957/58*, 1958/59*, 1959/60*, 1960/61, 1963/64*, 1964/65, 1965/66, 1967/68, 1968/69, 1969/70* (* — разделённые победы)
- Итого: 11 трофеев

### Личные достижения
- Обладатель «Золотого мяча» по версии France Football: 1966
- Футболист года по версии Ассоциации футбольных журналистов: 1966
- Обладатель «Золотого мяча» чемпионата мира: 1966
- Лучший бомбардир Кубка ярмарок: 1965
- Обладатель награды АФЖ за заслуги перед футболом: 1989
- Включён в список 100 легенд Футбольной лиги: 1998
- Включён в Зал славы английского футбола: 2002
- Включён в список «ФИФА 100»: 2002
- Обладатель награды BBC за заслуги перед футболом: 2008
- Обладатель президентской награды УЕФА за заслуги перед футболом: 2008
- Входит в символическую сборную чемпионата мира (2): 1966, 1970
- Включён в список величайших футболистов XX века по версии World Soccer

## Статистика выступлений
Долгое время считалось, что Чарльтон сыграл за «Манчестер Юнайтед» 759 официальных матчей. Однако в мае 2008 года выяснилось, что матч с «Болтоном» 6 января 1962 года в рамках розыгрыша Кубка Англии был включён в его статистику по ошибке. Фактически Чарльтон не принимал в нём участия.

### Клубная карьера
| Клуб               | Сезон            | Лига | Лига | Кубки | Кубки | Еврокубки | Еврокубки | Прочие | Прочие | Итого | Итого |
| Клуб               | Сезон            | Игры | Голы | Игры  | Голы  | Игры      | Голы      | Игры   | Голы   | Игры  | Голы  |
| ------------------ | ---------------- | ---- | ---- | ----- | ----- | --------- | --------- | ------ | ------ | ----- | ----- |
| Манчестер Юнайтед  | 1956/57          | 14   | 10   | 2     | 1     | 1         | 1         | 0      | 0      | 17    | 12    |
| Манчестер Юнайтед  | 1957/58          | 21   | 8    | 7     | 5     | 2         | 3         | 0      | 0      | 30    | 16    |
| Манчестер Юнайтед  | 1958/59          | 38   | 29   | 1     | 0     | 0         | 0         | 0      | 0      | 39    | 29    |
| Манчестер Юнайтед  | 1959/60          | 37   | 18   | 3     | 3     | 0         | 0         | 0      | 0      | 40    | 21    |
| Манчестер Юнайтед  | 1960/61          | 39   | 21   | 3     | 0     | 0         | 0         | 0      | 0      | 42    | 21    |
| Манчестер Юнайтед  | 1961/62          | 37   | 8    | 6     | 2     | 0         | 0         | 0      | 0      | 43    | 10    |
| Манчестер Юнайтед  | 1962/63          | 28   | 7    | 6     | 2     | 0         | 0         | 0      | 0      | 34    | 9     |
| Манчестер Юнайтед  | 1963/64          | 40   | 9    | 7     | 2     | 6         | 4         | 1      | 0      | 54    | 15    |
| Манчестер Юнайтед  | 1964/65          | 41   | 10   | 7     | 0     | 11        | 8         | 0      | 0      | 59    | 18    |
| Манчестер Юнайтед  | 1965/66          | 38   | 16   | 7     | 0     | 8         | 2         | 1      | 0      | 54    | 18    |
| Манчестер Юнайтед  | 1966/67          | 42   | 12   | 2     | 0     | 0         | 0         | 0      | 0      | 44    | 12    |
| Манчестер Юнайтед  | 1967/68          | 41   | 15   | 2     | 1     | 9         | 2         | 1      | 2      | 53    | 20    |
| Манчестер Юнайтед  | 1968/69          | 32   | 5    | 6     | 0     | 8         | 2         | 2      | 0      | 48    | 7     |
| Манчестер Юнайтед  | 1969/70          | 40   | 12   | 17    | 2     | 0         | 0         | 0      | 0      | 57    | 14    |
| Манчестер Юнайтед  | 1970/71          | 42   | 5    | 8     | 3     | 0         | 0         | 3      | 2      | 53    | 10    |
| Манчестер Юнайтед  | 1971/72          | 40   | 8    | 13    | 4     | 0         | 0         | 1      | 0      | 54    | 12    |
| Манчестер Юнайтед  | 1972/73          | 36   | 6    | 5     | 1     | 0         | 0         | 3      | 2      | 44    | 9     |
| Манчестер Юнайтед  | Итого            | 606  | 199  | 102   | 26    | 45        | 22        | 12     | 6      | 765   | 253   |
| Сборная ФА         | 1961/62          | -    | -    | -     | -     | -         | -         | 1      | 0      | 1     | 0     |
| Сборная ФА         | Итого            | 0    | 0    | 0     | 0     | 0         | 0         | 1      | 0      | 1     | 0     |
| Престон Норт Энд   | 1974/75          | 38   | 8    | 7     | 2     | -         | -         | 0      | 0      | 45    | 10    |
| Престон Норт Энд   | Итого            | 38   | 8    | 7     | 2     | 0         | 0         | 0      | 0      | 45    | 10    |
| Уотерфорд          | 1975/76          | 3    | 1    | 1     | 0     | 0         | 0         | 0      | 0      | 4     | 1     |
| Уотерфорд          | Итого            | 3    | 1    | 1     | 0     | 0         | 0         | 0      | 0      | 4     | 1     |
| Бангор Сити        | 1977/78          | 0    | 0    | 0     | 0     | -         | -         | 1      | 1      | 1     | 1     |
| Бангор Сити        | Итого            | 0    | 0    | 0     | 0     | 0         | 0         | 1      | 1      | 1     | 1     |
| Ньюкасл КБ Юнайтед | 1978             | 1    | 0    | 0     | 0     | -         | -         | 0      | 0      | 1     | 0     |
| Ньюкасл КБ Юнайтед | Итого            | 1    | 0    | 0     | 0     | 0         | 0         | 0      | 0      | 1     | 0     |
| Блэктаун Сити      | 1980             | 1    | 1    | 0     | 0     | -         | -         | 0      | 0      | 1     | 1     |
| Блэктаун Сити      | Итого            | 1    | 1    | 0     | 0     | 0         | 0         | 0      | 0      | 1     | 1     |
| Всего за карьеру   | Всего за карьеру | 649  | 209  | 110   | 28    | 45        | 22        | 14     | 7      | 818   | 266   |

### Выступления за сборную
| Сборная          | Год              | Отборочные матчи ЧМ | Отборочные матчи ЧМ | Финальные матчи ЧМ | Финальные матчи ЧМ | Отборочные матчи ЧЕ | Отборочные матчи ЧЕ | Финальные матчи ЧЕ | Финальные матчи ЧЕ | Чемпионат Британии | Чемпионат Британии | Кубок наций | Кубок наций | Товарищеские матчи | Товарищеские матчи | Итого | Итого |
| Сборная          | Год              | Игры                | Голы                | Игры               | Голы               | Игры                | Голы                | Игры               | Голы               | Игры               | Голы               | Игры        | Голы        | Игры               | Голы               | Игры  | Голы  |
| ---------------- | ---------------- | ------------------- | ------------------- | ------------------ | ------------------ | ------------------- | ------------------- | ------------------ | ------------------ | ------------------ | ------------------ | ----------- | ----------- | ------------------ | ------------------ | ----- | ----- |
| Англия           | 1958             | -                   | -                   | 0                  | 0                  | -                   | -                   | -                  | -                  | 3                  | 3                  | -           | -           | 3                  | 3                  | 6     | 6     |
| Англия           | 1959             | -                   | -                   | -                  | -                  | -                   | -                   | -                  | -                  | 2                  | 1                  | -           | -           | 6                  | 5                  | 8     | 6     |
| Англия           | 1960             | 1                   | 3                   | -                  | -                  | -                   | -                   | -                  | -                  | 3                  | 3                  | -           | -           | 4                  | 0                  | 8     | 6     |
| Англия           | 1961             | 3                   | 2                   | -                  | -                  | -                   | -                   | -                  | -                  | 3                  | 1                  | -           | -           | 3                  | 3                  | 9     | 6     |
| Англия           | 1962             | -                   | -                   | 4                  | 1                  | 0                   | 0                   | -                  | -                  | 1                  | 0                  | -           | -           | 3                  | 0                  | 8     | 1     |
| Англия           | 1963             | -                   | -                   | -                  | -                  | 1                   | 0                   | -                  | -                  | 3                  | 1                  | -           | -           | 5                  | 5                  | 9     | 6     |
| Англия           | 1964             | -                   | -                   | -                  | -                  | -                   | -                   | -                  | -                  | 2                  | 0                  | 2           | 0           | 5                  | 2                  | 9     | 2     |
| Англия           | 1965             | -                   | -                   | -                  | -                  | -                   | -                   | -                  | -                  | 3                  | 1                  | -           | -           | 2                  | 1                  | 5     | 2     |
| Англия           | 1966             | -                   | -                   | 6                  | 3                  | 2                   | 1                   | -                  | -                  | 1                  | 1                  | -           | -           | 6                  | 1                  | 15    | 6     |
| Англия           | 1967             | -                   | -                   | -                  | -                  | 3                   | 2                   | -                  | -                  | -                  | -                  | -           | -           | 1                  | 0                  | 4     | 2     |
| Англия           | 1968             | -                   | -                   | -                  | -                  | 3                   | 1                   | 2                  | 1                  | -                  | -                  | -           | -           | 3                  | 1                  | 8     | 3     |
| Англия           | 1969             | -                   | -                   | -                  | -                  | -                   | -                   | -                  | -                  | 3                  | 1                  | -           | -           | 5                  | 0                  | 8     | 1     |
| Англия           | 1970             | -                   | -                   | 4                  | 0                  | -                   | -                   | -                  | -                  | 2                  | 1                  | -           | -           | 3                  | 1                  | 9     | 2     |
| Всего за карьеру | Всего за карьеру | 4                   | 5                   | 14                 | 4                  | 9                   | 4                   | 2                  | 1                  | 26                 | 13                 | 2           | 0           | 49                 | 22                 | 106   | 49    |